# Epitafium Sebalda Saurmanna
Epitafium Sebalda Saurmanna – późnogotyckie epitafium z wyrzeźbionym kamiennym przedstawieniem Piety w otoczeniu świętych wmurowane przy filarze międzynawowym kościoła Świętej Elżbiety we Wrocławiu, jednej z dwóch głównych historycznych far Starego Miasta, obecnie kościoła garnizonowego. Jeden z najcenniejszych przykładów gotyckich epitafiów naściennych, powszechnych w sztuce Wrocławia w II połowie XV i początkach XVI wieku. Datowane jest na rok 1507. 
Epitafium wykonane jest z piaskowca, ma formę prostokąta, w jego polu została ukazana Piety w otoczeniu świętych, charakteryzująca się harmonijnym połączeniem reliefu z rzeźbą pełnoplastyczną. Centralną część kompozycji wypełnia wizerunek Matki Boskiej Bolesnej trzymającej ciało Jezusa zdjęte z krzyża, ponad którym ukazano w dwóch rzędach wizerunki świętych: Wawrzyńca (patrona starszego kościoła, w miejscu obecnej fary), Jadwigi Śląskiej, Katarzyny Aleksandryjskiej, Barbary z Nikomedii oraz Sebalda z Norymbergi (patrona zmarłego) i Jana Chrzciciela (patrona diecezji wrocławskiej).  W dolnej strefie ukazano pogrążonego w modlitwie Sebalda Saurmanna, którego błogosławi jego patron. Towarzyszy jemu liczna rodzina. Wyraźne jest tu podzielenie męskiej i żeńskiej grupy. Niewiasty ubrane są w długie suknie i welony. Wystające spod sukni podwiki zakrywają wpół twarze.  Dzieło to charakteryzuje się "malarskim" potraktowaniem przestrzeni, płynną integracją reliefu (zarówno płaskiego, wklęsłego i wypukłego) z elementami pełnoplastycznymi. Kompozycja dzieła jest pozbawiona większej dynamiki, jest czytelny podział na trzy strefy. U dołu widnieje staroniemieckojęzyczna inskrypcja pisana gotycką minuskułą: Anno d[omi]ni MCCCCCVII Jar Am dornstag noch Jacobi/starb d[er] erber sebald saurma(nn) purg(er) zu preslaw dem got genod[e]. 
Dzieło to jest jednym z cenniejszych pod względem artystycznym przykładów mieszczańskiego epitafium obrazowego, przy czym wiele zarówno malowanych, jak rzeźbionych pomników dedykowanych wrocławskim notablom reprezentuje równie wysoki poziom. Najwięcej z nich zdobiło wnętrza i elewacje zewnętrzne dwóch głównych kościołów farnych Wrocławia: Świętej Marii Magdaleny i Świętej Elżbiety. Pierwszy z nich sprawował patronat nad miejskimi cechami rzemieślniczymi, drugi zaś rodami mieszczańskimi. 
Temat Piety przejawiał się wielokrotnie w sztuce gotyckiej we Wrocławiu. Z kościołów Świętej Elżbiety i Świętego Macieja pochodzą dwa przedstawienia Matki Bożej trzymającej ciało Jezusa określane mianem Pięknymi Pietami ze względu na niewielki format i charakterystyczne cechy stylistyczne typowe dla sztuki około 1400. Zmonumentalizowaną wersją jest Pietà z kościoła Najświętszej Marii Panny na Piasku. Temat ten pojawiał się również w malarstwie, czego przykładem jest wykonane w 1494 roku przez nieznanego malarza epitafium rodu Banków z 1494 znajdujące się pierwotnie w kościele Świętej Elżbiety. Dzieło to uważane jest przez badaczy jako wzorzec dla epitafium Sebalda Saurmanna i tym samym wskazują na konserwatywną postawę twórcy kamiennego dzieła, jednakże ostatnie badania nad stylem sugerują szerokie podejście twórcy do rzeźby oraz wykonanie dwóch innych zachowanych we Wrocławiu rzeźbionych epitafiów obrazowych: epitafium Hieronima Krebela na elewacji zewnętrznej zakrystii przy kościele Świętego Krzysztofa oraz Matthiasa Schebitza i jego żony Agnes von Poppelau na zewnętrznej elewacji Kaplicy Kuśnierzy przy kościele Świętej Marii Magdaleny.